# Bräntskalsflyarna (Hotagens socken, Jämtland, 712143-143261)
Bräntskalsflyarna är en sjö i Krokoms kommun i Jämtland och ingår i Ångermanälvens huvudavrinningsområde. Sjön har en area på 0,0679 kvadratkilometer och ligger 717,2 meter över havet. Bräntskalsflyarna ligger i Gråberget-Hotagsfjällen Natura 2000-område.

## Delavrinningsområde
Bräntskalsflyarna ingår i det delavrinningsområde (712064-143228) som SMHI kallar för Mynnar i 712440-143269. Medelhöjden är 782 meter över havet och ytan är 6,27 kvadratkilometer. Det finns inga avrinningsområden uppströms utan avrinningsområdet är högsta punkten. Vattendraget som avvattnar avrinningsområdet har biflödesordning 5, vilket innebär att vattnet flödar genom totalt 5 vattendrag innan det når havet efter 322 kilometer. Avrinningsområdet består mestadels av skog (59 procent) och kalfjäll (33 procent). Avrinningsområdet har 0,15 kvadratkilometer vattenytor vilket ger det en sjöprocent på 2,5 procent.